# East India House

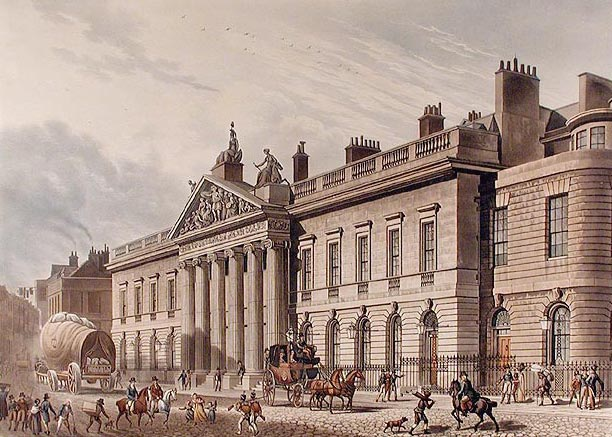
East India House 1817.

East India House (India House), byggnad, vars historia går tillbaka till 1726, på södra sidan av Leadenhall Street i brittiska huvudstaden London. Framför byggnaden står en staty av Britannia, mot öst från denna staty ännu en staty, föreställande Asien, mot väst slutligen en staty föreställande Europa.
Under det ursprungliga namnet East India House var byggnaden från sitt uppförande huvudkontor för Brittiska Ostindiska Kompaniet, och innehöll fram till 1880 även stora museisamlingar, "India Museum". När Ostindiska Kompaniet efter sepoyupproret förlorade sina indiska besittningar 1858 bytte byggnaden namn till India House, och blev då residens för den brittiske ministern för Indien, the secretary of state for India. Den brittiskbaserade delen av den indiska statsförvaltningen flyttade då till nya lokaler i Westminster.
East India Houses bibliotek i London fanns i East India House, och torde ha följt med till India Museum i London 1880.